# Shebakia

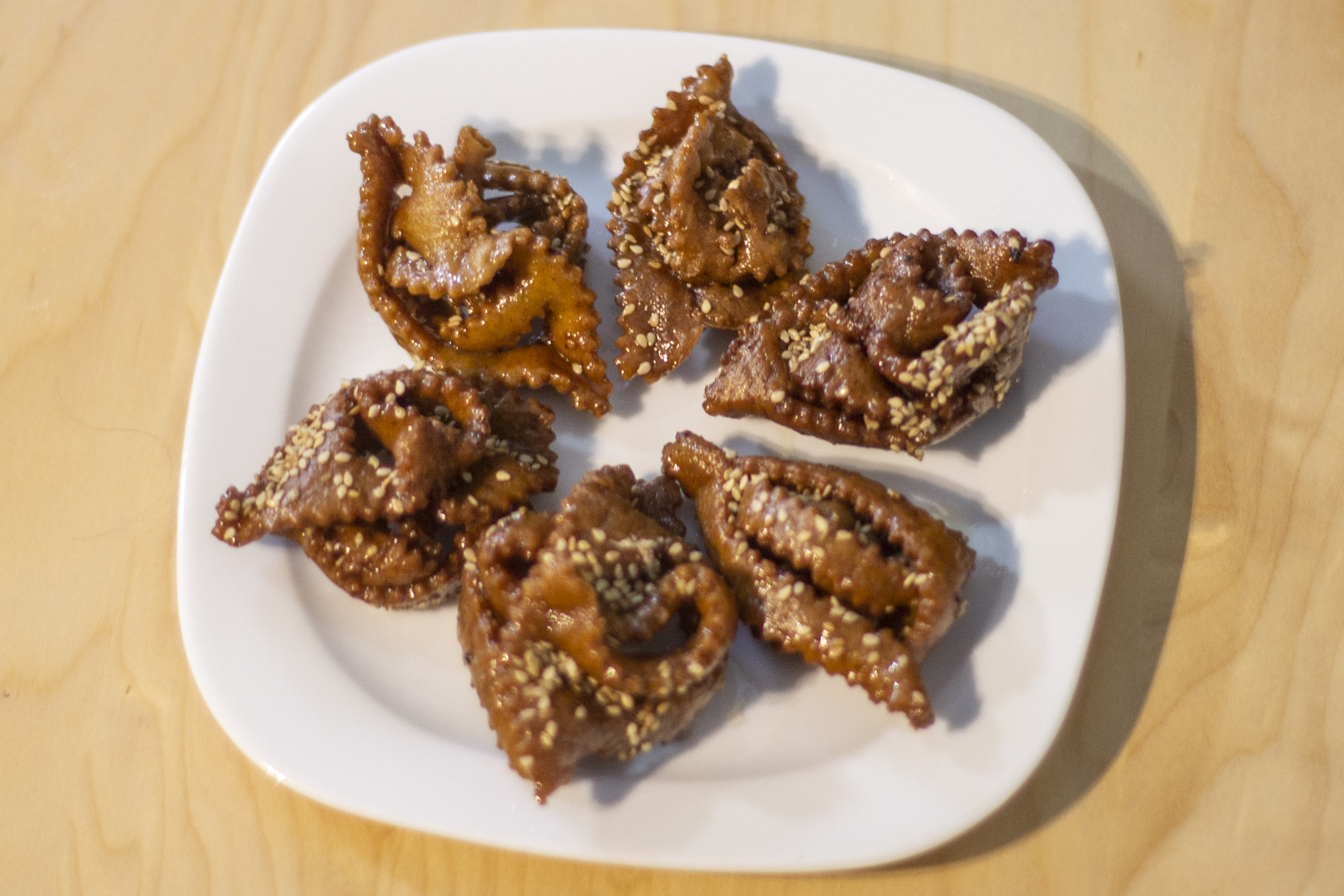
Shebakia

La shebākia (in arabo شباكية‎?) o griwesh  è un dolce di origine maghrebina, diffuso in Algeria ed in Marocco principalmente; viene preparato soprattutto durante il Ramadan.
La pasta - preparata con farina, uova, acqua di fiori d'arancio, aceto, zafferano, gomma arabica, anice, mandorle, cannella, sesamo, olio di oliva e sale - viene tagliata in rettangoli che formano cinque schede che vengono poi intrecciate per darle la forma caratteristica a fiore. 
Viene fritta in olio, poi immersa nel miele e poi vengono aggiunti i semi di sesamo.
Gli ingredienti e le modalità di preparazione possono variare a seconda delle tradizioni di ogni regione.
A Rabat la shebākia viene chiamata mkharqa.
In Algeria ed a Fez si chiama griwesh.
A Salé si chiama el-qli.
A Ouezzane si chiama el-hlou.
Nel nord del Marocco prende il nome di kwilesh.
La shebākia è molto simile alle cartellate italiane.
L'origine di questo dolce è probabilmente ottomana, a causa della sua somiglianza con i dolci orientali come il baklawa nelle ex aree ottomane e il meshbek in Siria noto anche come zalabiyeh.